# Acronicta expergita
Acronicta expergita là một loài bướm đêm trong họ Noctuidae.